# Championnats de France d'athlétisme 1891
Navigation
Championnats 1890 Championnats 1892
Les Championnats de France d'athlétisme 1891 ont eu lieu le 3 mai 1891 à la Croix-Catelan de Paris. L'épreuve de steeple (4 000 m) a lieu le 1er mars à Enghien.

## Palmarès
| Discipline      | Athlète             | Athlète       |
| --------------- | ------------------- | ------------- |
| 100 m           | Ricardo de Zevallos | 12 s 2        |
| 400 m           | Ricardo de Zevallos | 55 s 6        |
| 1 500 m         | Julien Borel        | 4 min 30 s 2  |
| 110 m haies     | Frantz Reichel      | 20 s 2        |
| 4 000 m steeple | Julien Borel        | 17 min 56 s 2 |